# Llucià de Cafargamala
Llucià de Cafargamala (Lucianus, Λουκιανός) també conegut com a Llucià de Jerusalem (Cafargamala, llatí Caphargamala, era una vila propera a Jerusalem) fou un eclesiàstic del segle v.
Va escriure una epístola dirigida als cristians de tot el món, referint-se a uns somnis miraculosos que hauria tingut el 3 de desembre del 415.